# Rufname (Deutschland)
Der Rufname war rechtlich bis 2015 in Deutschland die Hervorhebung eines der verschiedenen Vornamen (Taufnamen) einer Person. Weiterhin gilt im Alltagsgebrauch „Der Rufname ist der Vorname, mit dem man angeredet wird“ oder gerufen wird, auch bei Vorhandensein von nur einem Vornamen.

## Gesetzeslage
Maßgeblich ist das Gesetz über die Änderung von Familiennamen und Vornamen (Namensänderungsgesetz – NamÄndG; RGBl. I S. 9) vom 5. Januar 1938. Die zugehörige  Durchführungsverordnung war die Zweite Verordnung zur Durchführung des Gesetzes über die Änderung von Familiennamen und Vornamen vom 17. August 1938 (Reichsgesetzblatt RGBl. I § 1044, Namensänderungsverordnung); sie wurde 1945 abgeschafft.
Das Namensänderungsgesetz aus 1938 regelt die Änderung des Familiennamens und des Vornamens von deutschen Staatsangehörigen oder Staatenlosen, soweit diese ihren Wohnsitz oder gewöhnlichen Aufenthalt im Inland haben. Dieses Gesetz ist nach Art. 125 des Grundgesetzes geltendes Bundesrecht geworden. Die dazu erlassene Erste Namensänderungsverordnung vom 7. Januar 1938 wurde durch die zweite Verordnung vom 17. August 1938 ergänzt; diese wurde dagegen durch das Kontrollratsgesetz Nr. 1 betreffend die Aufhebung von NS-Recht vom 20. September 1945 aufgehoben.

## Historische Entwicklung
Bis zum 31. Oktober 2015 wurde der Rufname einer Person staatlich besonders erfasst, etwa durch das Standesamt im Geburtenregister, das Einwohnermeldeamt oder die Fahrerlaubnisbehörde. Bei mehreren Vornamen konnte sie den zu erfassenden Rufnamen selbst bestimmen.
In analog ausgestellten Personaldokumenten und Führerscheinen sowie im Familienstammbuch oder im Ahnenpaß erfolgte die Hervorhebung durch Unterstreichen des betreffenden Vornamens. Dies geschah in der DDR mindestens bis 1978. Außerhalb des Amtlichen ist Unterstreichen eines nicht an erster Stelle stehenden Rufnamens auch weiterhin üblich, um zum Beispiel in Teilnehmerlisten oder Bewerbungen die richtige Anrede sicherzustellen.
Seit 1. November 2018 ist es möglich, beim Geburtsstandesamt die Reihenfolge der Vornamen ändern zu lassen, damit der Rufname an erster Stelle steht.

## Gebräuchlicher Vorname
§ 3 Absatz 1 Nummer 3 Bundesmeldegesetz (BMG) normiert, dass im Melderegister zu vermerken ist, welcher der Vornamen der gebräuchliche Vorname ist. Es ist verboten, einen nicht gebräuchlichen Vornamen als alleinigen Vornamen zu führen. Bei der Vornamensortierung sind eine Änderung der Schreibweise der Vornamen sowie das Hinzufügen von neuen Vornamen oder das Weglassen von Vornamen ebenfalls unzulässig (§ 45a Absatz 1 Satz 2 Halbsatz 1 Personenstandsgesetz PStG).

## Handelsrecht
„Die Beifügung von Vornamen ist nicht erforderlich“ bei der Gründung einer Handelsfirma.

## Geschichte
Im Römischen Reich führte man anfangs nur einen Namen, doch schon seit den frühesten Zeiten der Republik regelmäßig mindestens drei. Als Extrembeispiel gilt hier Publius Cornelius Scipio Africanus, dessen vollständiger Name Publius Cornelius Scipio Africanus Aemilianus Minor lautete. Der Beiname Scipio wurde sein Rufname. Die Namen der Germanen „waren ursprünglich aus zwei Wortstämmen zusammengesetzt (zum Beispiel Ortwin aus ort = Schwert und win = Freund).“ Mit der Einführung des Christentums war nur ein einzelner Taufname üblich. Zusätzliche Familiennamen kamen erst im Spätmittelalter auf. Außerdem gab es Zunamen und Spitznamen sowie Hausnamen, Hofnamen, Nachnamen, Primärnamen, Sekundärnamen und Genanntnamen. Dabei ist die Reihenfolge von Vor- und Zuname nicht einheitlich.
Das Patenkind erhielt früher den Vornamen des Paten als Rufnamen. Diesem Rufnamen wurden oft der Vorname des Vaters, der Vorname der Mutter oder die Vornamen der anderen Paten hinzugefügt. Gewöhnlich waren es drei Vornamen; es finden sich aber bis zu zwanzig.
Nach der Erbnamensitte wurde der erste Sohn nach dem Großvater väterlicherseits und der zweite Sohn nach dem Großvater mütterlicherseits benannt. Wenn dieser Sohn seinem Erstgeborenen den Namen seines Vaters gab und dieser Brauch von Generation zu Generation fortgesetzt wurde, entstanden zwei Leitnamen, die abwechselnd zum Tragen kamen. Es gab aber auch die Tradition, in jeder Generation dem Erstgeborenen als Lehnserben denselben Vornamen zu geben. Starb der Erstgeborene noch vor der Geburt seines Bruders, erhielt dieser häufig denselben Namen, um den Leitnamen fortzuführen.
Es bestand aber auch die Sitte, die obere Gesellschaftsschicht um die Patenschaft zu bitten. Schon im 13. Jahrhundert hat der Adel mitunter zwei Vornamen gebraucht; besonders gern verband sich der Vorname Johann mit anderen Vornamen.
Im Dritten Reich wurde (auch im Zuge der Ariergesetze) im (heute abgeschafften) dritten Absatz des § 1616 Bürgerliches Gesetzbuch (BGB) auch die Umstellung der Vornamen geregelt: „Die Änderung des Vornamens, auch die Umstellung, erfolgt nur durch obrigkeitlichen Akt gemäß der Vorschriften des Namensänderungsgesetzes.“
Für die Ahnenpässe galt: „Auch die Reihenfolge der Vornamen ist beizubehalten.“ Unterschiedlich wurden jedoch Unterstreichungen gehandhabt: Manchmal wurden die Familiennamen und manchmal die Rufnamen unterstrichen.
Gemäß der Zweiten Verordnung zur Durchführung des Gesetzes über die Änderung von Familiennamen mussten Juden ab dem 1. Januar 1939 die zusätzlichen Vornamen „Israel“ beziehungsweise „Sara“ tragen und dies dem zuständigen Standesamt und der Ortspolizei mitteilen. Diese Namensänderungen wurden auf standesamtlichen Urkunden durch einen Stempel hinzugefügt. Jüdinnen mussten Sara und Juden mussten Israel als jeweils zweiten Vornamen annehmen, sofern sie nicht gemäß § 1 bereits einen von den Nazis als jüdisch klassifizierten Vornamen trugen.

## Sprachwissenschaft
Die Gesellschaft für deutsche Sprache veröffentlicht (auch im Rahmen ihrer Namensforschung) jährliche Listen der beliebtesten Vornamen. In solchen Namensstatistiken wird unterschieden zwischen Erstnamen, Zweitnamen, Folgenamen, Doppelnamen und Mehrfachnamen. Theoretisch können beliebig viele Namen an ein Kind vergeben werden. „Doppelnamen sind Namen, die einen Bindestrich enthalten.“ Die Erklärung nur eines der beiden Teile eines Doppelnamens zum Rufnamen ist verboten.
Jedes einzelne Standesamt in Deutschland versendet jährlich elektronisch ihre lokale Vornamenstatistik an die Gesellschaft für deutsche Sprache in Wiesbaden. Diese Listen zeigen jeweils die Anzahl (Häufigkeit des Vornamens) an, den Vornamen, das Geschlecht und die Position des Vornamens. Rufnamen werden nicht gesondert erfasst.
Bei Rufnamen oder Erstnamen ohne eindeutige Geschlechtsspezifität empfiehlt diese Gesellschaft den Standesämtern die Zulassung solcher Vornamen nur dann, wenn ihnen ein diesbezüglich eindeutiger Zweitname hinzugefügt wird. „Die Maxime der Eindeutigkeit des Namens, die im Zweifelsfall durch einen zweiten, im Geschlecht eindeutigen Namen sichergestellt wird, scheint in jüngerer Zeit einige Unsicherheiten zu erfahren, auch durch gerichtliche Einzelfallentscheidungen.“

## Leitnamen
Ein Extrembeispiel für den Einsatz eines Leitnamens ist das Fürstenhaus Reuß, das seit dem 12. Jahrhundert für die männlichen Familienangehörigen ausschließlich den Vornamen Heinrich verwendet. Die Unterscheidung erfolgte durch chronologisch fortlaufende römische Zahlzeichen. Dabei zählte die ältere Linie alle männlichen Familienangehörigen bis einhundert durch und begann wieder bei eins, während die jüngere Linie mit jedem neuen Jahrhundert von vorne anfing – eine Regelung, die 1668 durch ein Hausgesetz fixiert wurde und bis heute praktiziert wird (Beispiele Heinrich XLV. und Heinrich LXXII.). Gewöhnlich werden den Kindern zusätzlich inoffizielle Kosenamen oder Rufnamen gegeben, die sie im täglichen Leben voneinander unterscheiden. Das Amtsgericht Gera entschied 1927, dass das Standesamt die Nummerierung mit dem punktierten römischen Zahlenzusatz weiter durchzuführen habe, da es sich nicht um einen Bezug zur früheren Landeshoheit handele, sondern um eine alle männlichen Familienmitglieder betreffende Tradition. - Diese Regelung gilt nicht für Schwiegersöhne, also nicht für die Ehemänner der weiblichen Nachkommenschaft und wohl auch nicht für deren Söhne.

## Transgender-Personen
Für Transgender-Menschen regelt das Gesetz über die Selbstbestimmung in Bezug auf den Geschlechtseintrag (SBGG) von 2024 die Möglichkeit der Änderung aller Vornamen.

## Österreich
In Österreich gibt es für Staatsbürger und für in Österreich lebende Staatenlose sowie für Flüchtlinge, die in Österreich Aufnahme gefunden haben, ein Recht auf Änderung des Vornamens oder auch des Familiennamens, sofern ein wichtiger Grund vorliegt. Die Gründe müssen schriftlich dargelegt werden. Der Verwaltungsakt ist mit einer geringen Verwaltungsgebühr verbunden. Die Auswahl eines Vornamens oder Rufnamens wird großzügiger gehandhabt als im deutschen Recht. Eine Namensänderung ohne wichtigen Grund (Wunschname) ist ebenfalls möglich, aber mit höheren Kosten verbunden.